# Fossato di Vico
Fossato di Vico és una ciutat i comune (municipi) de la província de Perusa, a la regió italiana d'Úmbria, a 581 msnm. L'1 de gener de 2018 tenia 2.739 habitants.

## Història
Dins el municipi, s'ha trobat una rara placa de bronze amb una breu inscripció a la Dea Cupra en l'antiga llengua dels umbres, testimoni de l'època preromana. També s'han trobat vestigis romans, però no en quantitats ni concentracions que permetin identificar de manera concloent Fossato amb l'antic Helvillum, el lloc del qual segueix sent desconegut: l'altre candidat principal és Sigillo.
Fossato és conegut, no obstant això, per haver estat habitat a la primera edat mitjana, quan era el lloc més al sud del corredor romà d'Orient, que el seu nom sembla confirmar: mentre que fossato, que significa "rasa" en italià, no és un nom de lloc poc comú, normalment es troba en petits rierols, però Fossato di Vico es troba en un terreny fortament inclinat, sense cursos d'aigua a la zona, i els historiadors locals han proposat que el nom deriva del llatí (i del grec medieval) fossatum, una obra defensiva fortificada de rasa.
L'especificació "de Vico" es va afegir al nom l'any 1862, per recordar un noble del Ducat de Spoleto. Fossato va formar part del comtat de Nocera al segle ix, i després dels Vico va ser possessió de la família Bulgarelli, que va construir l'actual castell. El 1386 es va convertir en una comuna lliure, que va ser annexada als Estats pontificis el 1540.

## Llocs d'interès
A la plana inferior, hi ha dos ponts romans; tots dos relacionats amb la Via Flamínia.
Les muralles daten de l'edat mitjana tardana i no tindrien cap interès especial si no fos per una muralla coberta capaç d'acollir carros amples: va ser dissenyada per subministrar la ciutat en cas de setge. Una torre en ruïnes a la part superior de la ciutat es conserva com l'estructura més antiga i alguns diuen que és romana d'Orient, però sense proves.
Les esglésies principals són:
- S.Sebastiano, església parroquial del segle xvi, danyada al terratrèmol de 1997, però gairebé immediatament restaurada.
- S.Pietro, antiga església parroquial, medieval.
- S.Benedetto, també medieval, amb alguns frescos.
- La Piaggiola, una petita capella votiva d'ús incert, però probablement pertanyent a una confraria penitencial: a les seves parets es troben els millors frescos medievals de la ciutat.

També a la plana, cal esmentar el santuari de la Madonna della Ghea.